# Pobřežní kulturní centrum Engøyholmen

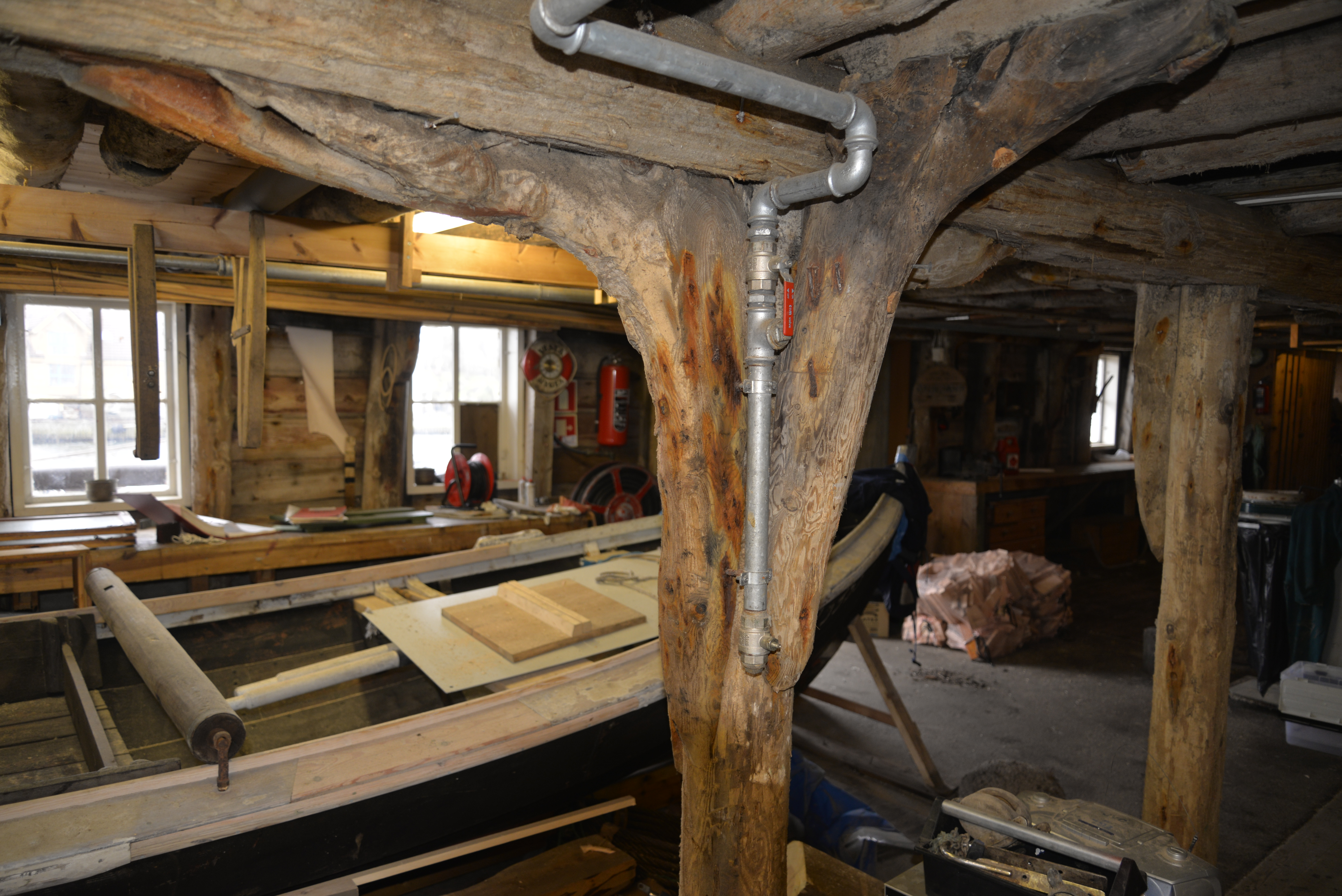
Oprava lodí v Centru

Pobřežní kulturní centrum Engøyholmen (Engøyholmen Kystkultursenter - EKS) je nadace, založená v roce 1990 ve Stavangeru, místními pobočkami Společnosti pro zachování norských starobylých památek (Fortidsminneforeningen) a Pobřežní federací (Forbundet KYSTEN) - Federací pro používání a uchování historických plavidel a pobřežního prostředí. Funguje jako sociální centrum, jehož cílem je působit na různé sociální skupiny a využívat při tom práci na renovacích a stavbě tradičních lodí, při zachování tradičních postupů. Rozvíjí své aktivity téměř plně v rámci vzdělávacího systému, a to formou sociální pedagogiky.
Pro provoz Kulturního centra je využíván původní dok, tvořený dvěma spojenými budovami na malém ostrově. Budovy byly původně sušárnou ryb (herynků). Byly postaveny v roce 1835 tradičními metodami, ale ve spěchu, jen proto, aby sloužily rychle svému účelu; k její stavbě bylo využito dřevo, které zrovna bylo po ruce (například kýly, stěžně z lodí). Poté byly v budovách ještě zpracovávány ančovičky a po v nich byli baleni humři. V letech 1960–1970 budovy přestaly být využívány, byly ponechány svému osudu, a postupně se rozpadaly. Nevládní organizace převzala budovy v r. 1989; v roce 1990 byla založena nadace, došlo k první rekonstrukci obou domů, a v roce 1992 začal první školní projekt.
Nadace funguje především s problémovými dětmi ve věku 13–16 let (5.–7. třída), dále pak s mladými lidmi, kteří mají problémy s drogami, kriminalitou či nezaměstnaností. Hlavní metodou práce je využití manuální práce na opravách lodí jako výchovného prostředku. Svým klientům nadace poskytuje také outdoorové zážitky při plavbách na lodích, vaření jídel z produktů moře apod.